# تربية الماعز

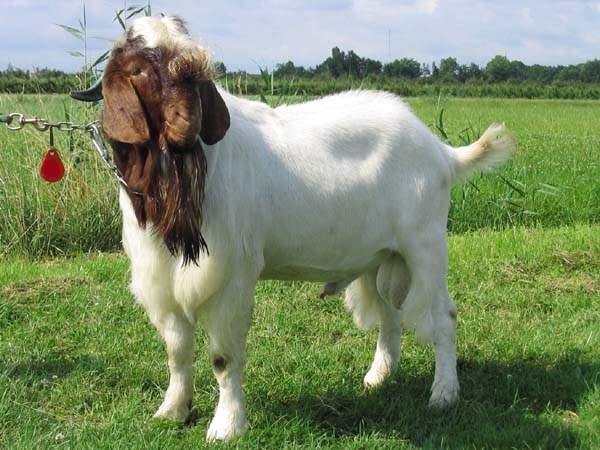
ماعز البور هو سلالة مشهورة لإنتاج اللحم.

تربية الماعز هي اختيار الأصناف المميزة من الماعز والاعتناء بها للاستفادة من حليبها ولحمها وجلدها.
يمكن تربية الماعز بجانب الحيوانات الزراعية الأخرى مثل الخراف دون مشاكل في مراعي قليلة الجودة. يهضم الماعز الغذاء السيئ بشكل فعال، والذي يكون أقل جاذبية للحيوانات الزراعية الأخرى. يمكن تربية الماعز في الأماكن القاحلة وقليلة الموارد نسبيا.

## إحصائيات عالمية حول تعداد الماعز

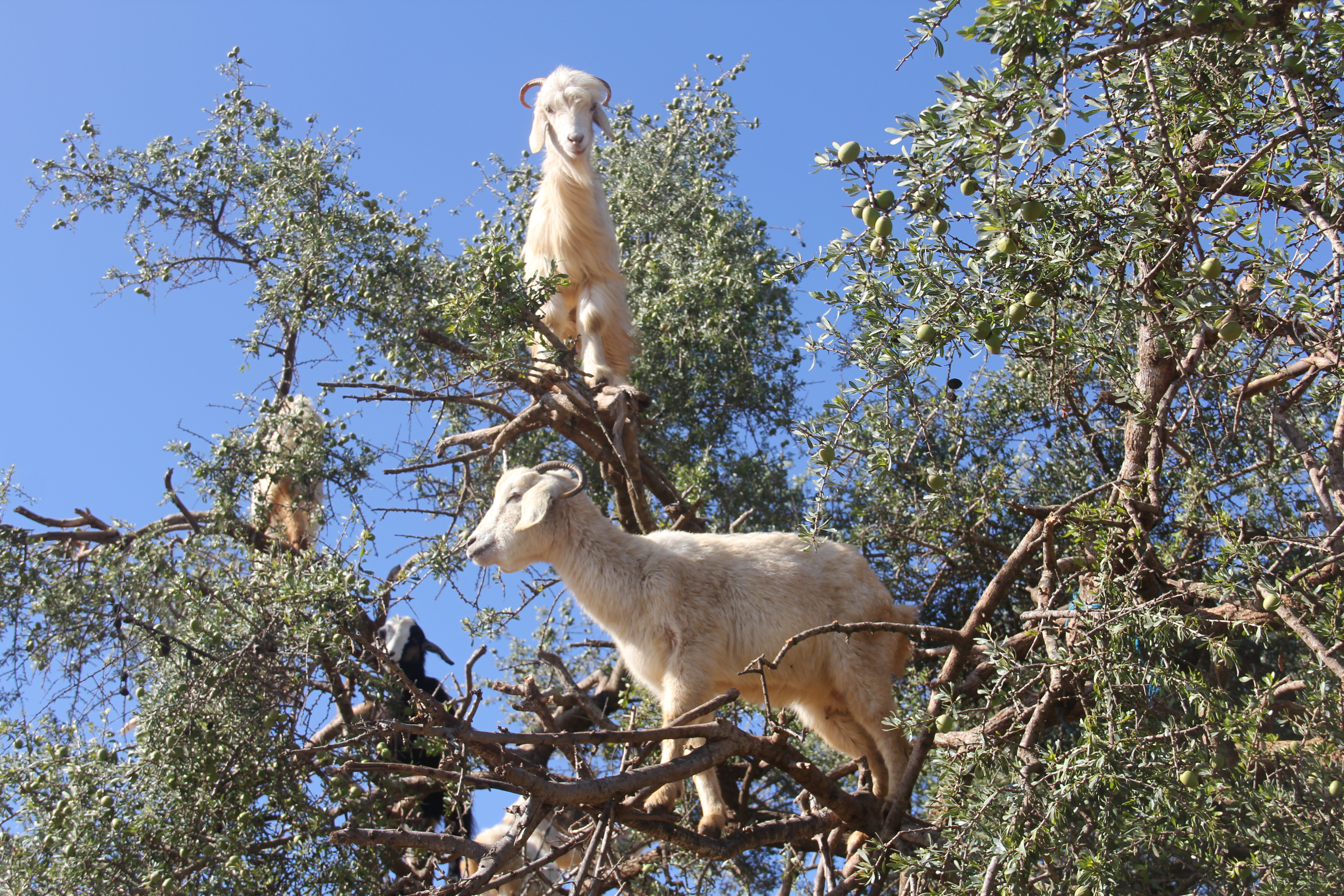
تعرف الماعز بقدرتها على تسلق الأشجار والجبال.

بحسب منظمة الفاو فإن أوائل المنتجين من حليب الماعز في عام 2008 هي الهند تليها بنغلاديش وبعدها السودان.
| البلد/منطقة                | عدد الحيوانات (بالملايين) | حليب الماعز (طن متري) | لحم الماعز (مليون طن متري) |
| -------------------------- | ------------------------- | --------------------- | -------------------------- |
| العالم                     | -----                     | 15.2                  | 4.8                        |
| افريقيا                    | 294.5                     | 3.2                   | 1.1                        |
| نيجيريا                    | 53.8                      | غير معروف             | 0.26                       |
| السودان                    | 43.1                      | 1.47                  | 0.19                       |
| آسيا                       | 511.3                     | 8.89                  | 3.4                        |
| أفغانستان                  | 6.38                      | 0.11                  | 0.04                       |
| باكستان                    | 60.00                     | غير معروف             | غير معروف                  |
| الهند                      | 125.7                     | 4.0                   | 0.48                       |
| بنغلاديش                   | 56.4                      | 2.16                  | 0.21                       |
| الصين                      | 149.37                    | 0.26                  | 1.83                       |
| السعودية                   | 2.2                       | 0.076                 | 0.024                      |
| أمريكا                     | 37.3                      | 0.54                  | 0.15                       |
| المكسيك                    | 8.8                       | 0.16                  | 0.04                       |
| الولايات المتحدة الأمريكية | 3.1                       | غير معروف             | 0.022                      |
| أوروبا                     | 17.86                     | 2.59                  | 0.012                      |
| المملكة المتحدة            | 0.09                      | غير معروف             | غير معروف                  |
| فرنسا                      | 1.2                       | 0.58                  | 0.007                      |
| أوقيانوسيا                 | 3.42                      | 0.0004                | 0.018                      |

## اللحم
يشمل استهلاك لحم الماعز 10% من استهلاك اللحم العالمي و 60% من اللحم الأحمر.
يحتوي لحم الماعز على نسبة منخفضة من الدهون المشبعة والكولسترول ولذلك يعتبر بديل صحي لأنواع اللحوم الحمراء الأخرى.
يشبه طعم لحم الجدي تقريبا لحم الضأن لكن البعض قارن طعمه بلحم الغزال أو العجل بحسب عمر وحالة الجدي.
يمكن إعداد لحم الماعز بكثير من طرق الطبخ مثل اليخنة أو الشواء أو الباربكيو أو القلي أو تعليب، يمكن طبخه بطريقة الكاري أو نقانق. يمكن أن يصبح اللحم قاسيا عند طبخه بحرارة عالية ودون وجود رطوبة كافية بسبب قلة دهنه. أحد أشهر أنواع الماعز بإنتاج اللحم هو ماعز البور الذي يرجع أصله إلى جنوب افريقيا. يُربى ماعز كيكو من نيوزلندا لإنتاج اللحم أيضا ويعتبر من الماعز الجبان الذي يغمى عليه عند خوفه.

## الحليب

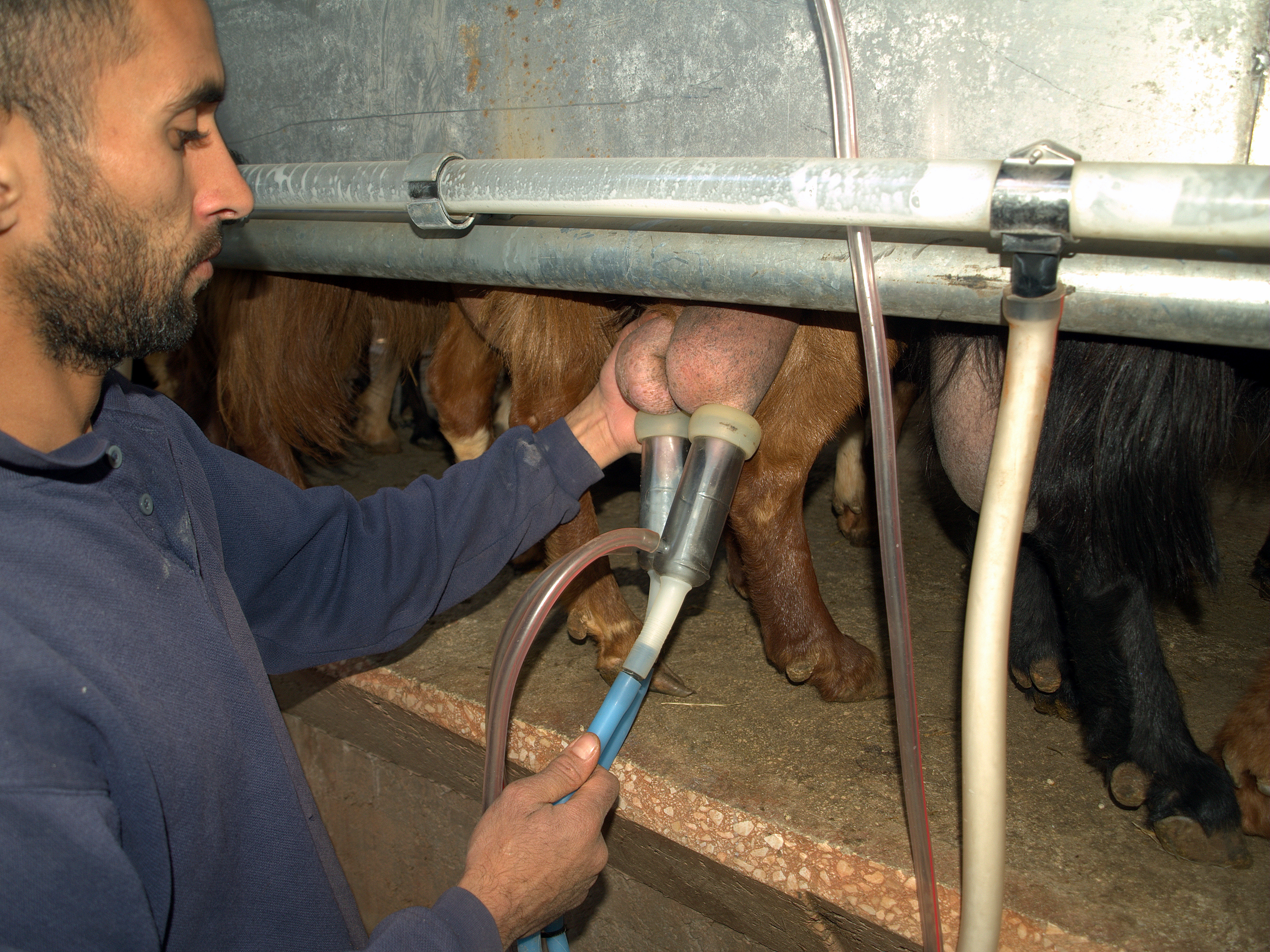
ألة حلابة الماعز في مزرعة عضوية.

يُنتج الماعز 2% من إنتاج العالم من الحليب سنويا. بعض أصناف الماعز تربى خصيصا لإنتاج الحليب. يحتوي حليب الماعز غير المعالج على كريات صغيرة من الدهن مما يعني تجمع القشدة على السطح ومنفصلة عن الحليب بدلا أن تصعد للأعلى كما في حليب البقر غير المعالج ولذلك لا تحتاج إلى عملية التجنيس. عند إنتاج الجبن من حليب الماعز لاتحبذ عملية التجنيس لأنها تغير بنية الحليب وتؤثر على الأحياء الدقيقة التي تخثر الحليب وتختلف كمية الجبن ونوعيته.

## معرض صور

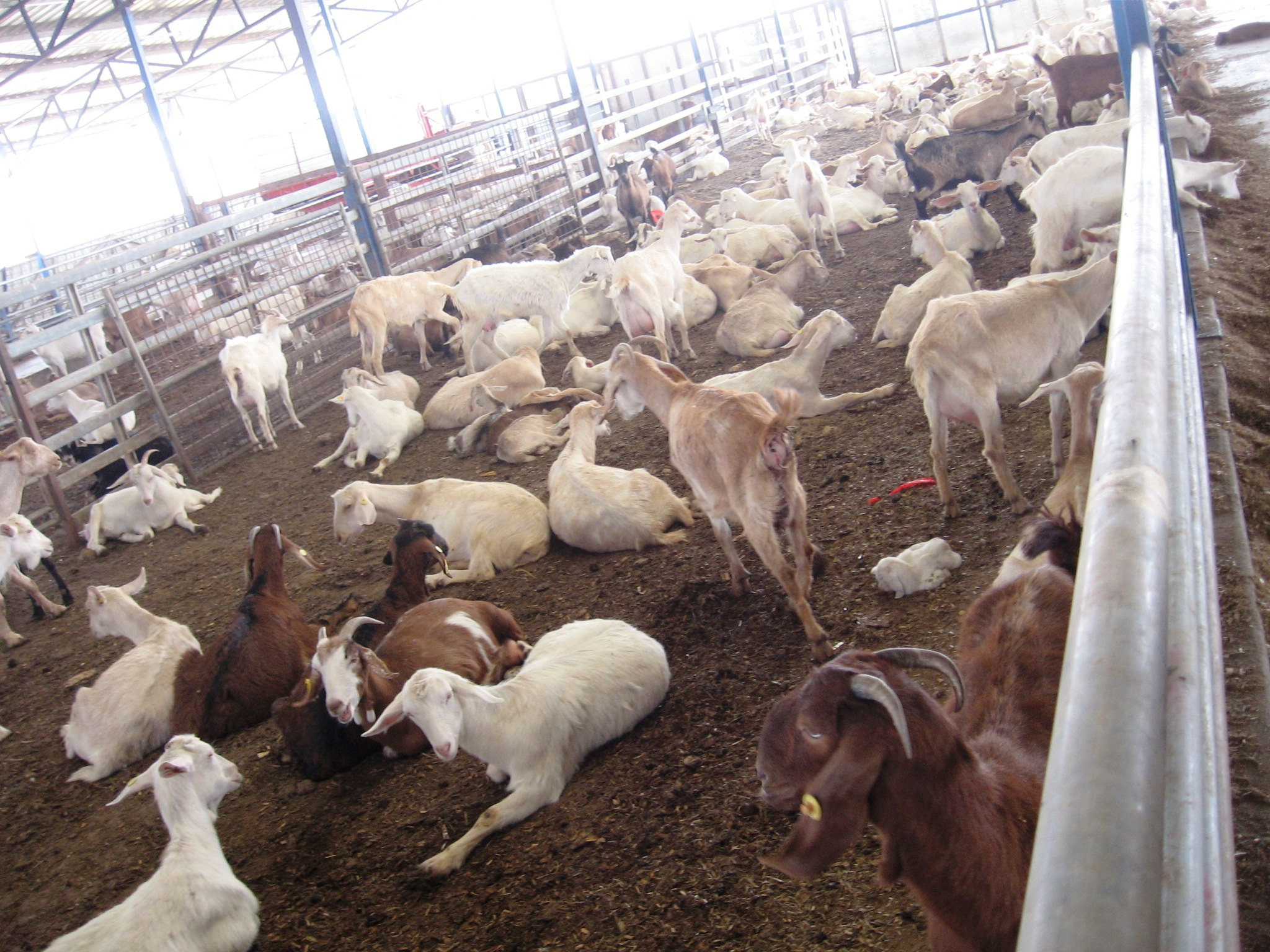
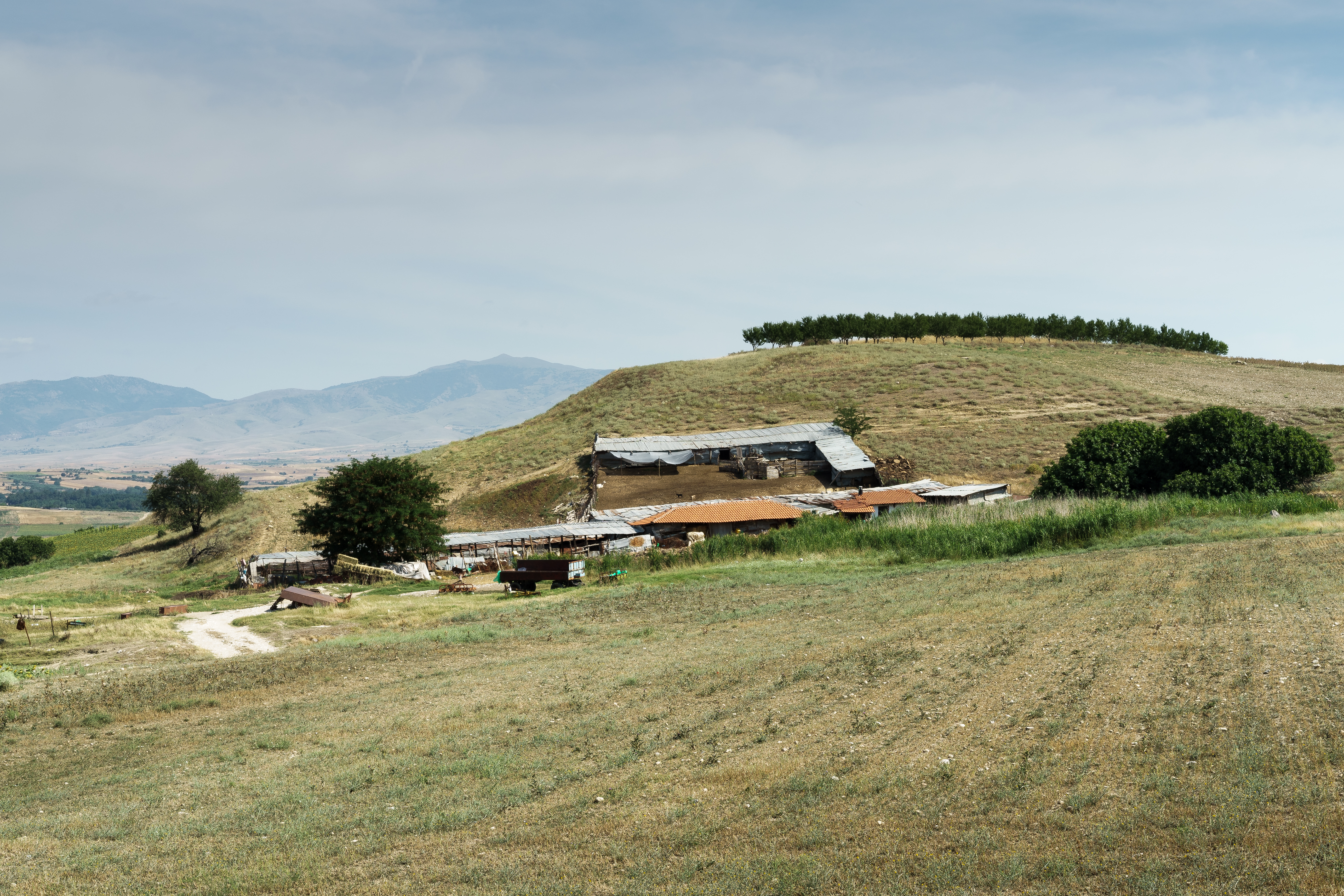
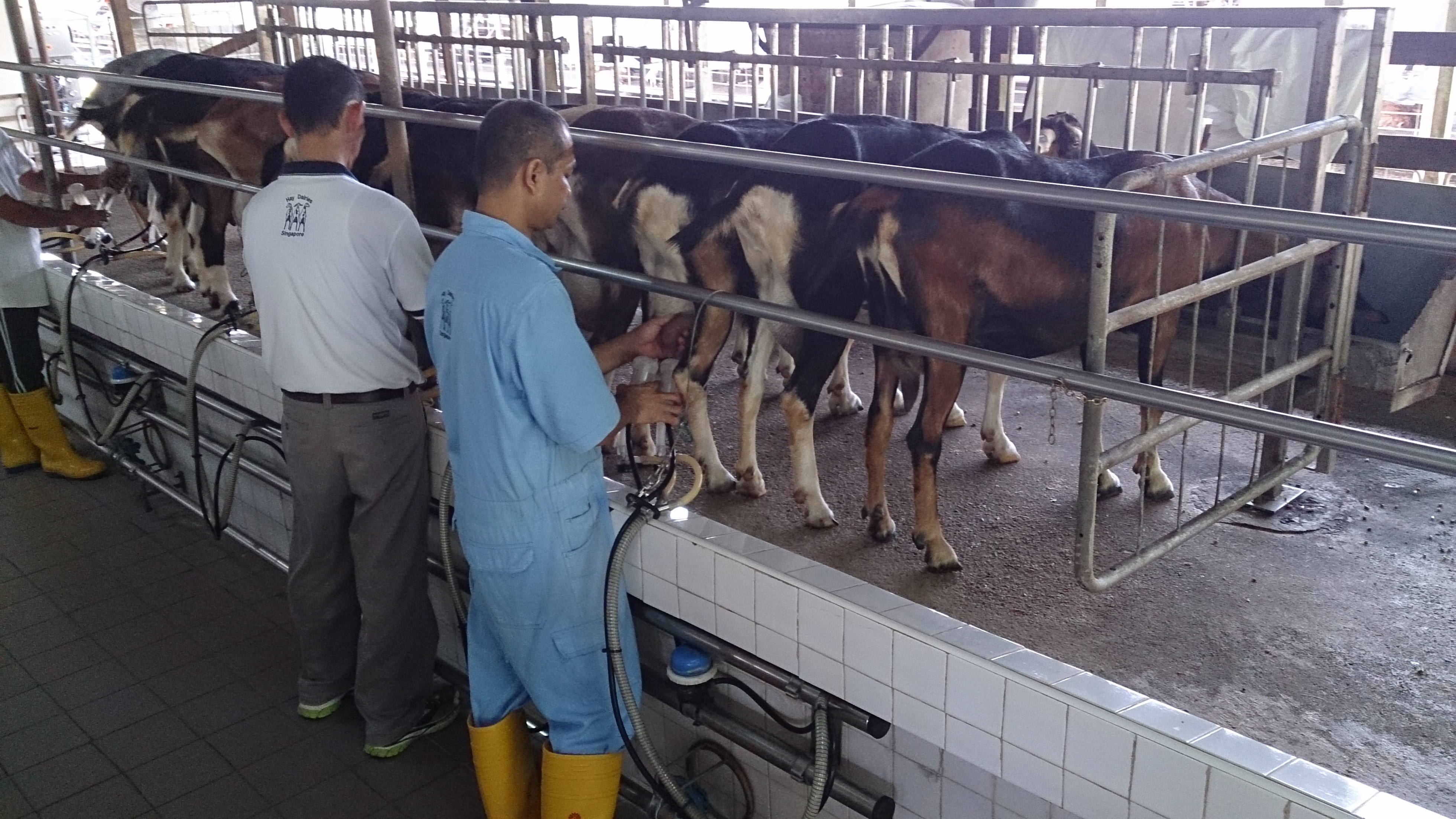

## وصلات إضافية
- المرشد إلى تربية الماعز
- سلالات الماعز